# DisplayID
Display-ID è un nuovo standard distribuito la prima volta l'11 febbraio 2008 dalla Video Electronics Standards Association (VESA) per risolvere i problemi di convergenza dei vari dispositivi di visualizzazione.

## Obiettivo
La precedente codifica EDID DDC2B, infatti, non era stata pensata per descrivere anche i display embedded, ossia quelli integrati in dispositivi mentre lo standard Display-ID risolve questo problema.
L'intenzione dello standard Display-ID è di unificare la struttura di dati dei display che attualmente sono state sviluppate in modo differente nei sistemi IT e in quelli embedded, con il risultato di diverse estensioni proprietarie che complicano l'utilizzo dello stesso display su dispositivi diversi. Il mercato dei display sta diventando sempre più variegato e si stanno producendo dispositivi più specializzati, mentre il mercato sta continuando a convergere rapidamente quindi si è reso indispensabile progettare uno standard universale adatto in ogni campo.

## Implementazioni
Il 6/3/2008 la Video Electronics Standards Association (VESA) ha annunciato che sono usciti i primi prodotti che supportano il nuovo standard.
In particolare Intel ha annunciato che implementerà Display-ID su Intel Embedded Graphic Drivers per l'architettura Embedded Intel Architecture-Based Chipsets rendendo così lo standard disponibile a tutto l'universo dei PC.
Un altro vantaggio di Display-ID è il suo tool di sviluppo che permette di implementare con grande rapidità ed intelligenza tutte le informazioni necessarie a Display-ID incluse quelle di timing.

## Caratteristiche
Mentre il precedente standard EDID era stato pensato solo per descrivere le caratteristiche di un monitor per PC, Display-ID è stato pensato in modo più universale. le vecchie strutture di dati da 128 Byte o 256 Byte sono sorpassate da un nuovo formato variabile.
Ciascun blocco di informazioni descrive una parte logica del display come la sua interfaccia, la tecnologia del display, le informazioni di timing e quelle specifiche del produttore. Il sistema di codifica è a prova di future implementazioni perché può crescere in ogni momento semplicemente descrivendo nuovi blocchi.
I blocchi stessi sono, poi, a loro volta costruiti in modo flessibile. Sia l'intestazione dei blocchi che la loro struttura di dati possono essere definiti in modo variabile in modo da non dover essere limitati da uno specifico numero di byte. Questa flessibilità si traduce, inoltre, in un data set solitamente più piccolo di quello fisso, infatti le prime implementazioni LVDS necessitano solo di 81 byte invece dei 128 di EDID 1.3 o 256 di EDID 2.0.

## Operatività
Display-ID non definisce nuove connessioni fisiche o elettriche. Opera sul bus I²C ed è scritto interamente sulla EEPROM del display in modo da poter essere letto dal Display Data Channel.
Rispetto agli standard precedenti c'è però una grande differenza per gli sviluppatori che devono implementare una nuova struttura di dati, in quanto solo i dati necessari devono essere inseriti. Ad esempio nei dispositivi embedded diverse informazioni possono essere omesse se non sono necessarie riducendo notevolmente i tempi di sviluppo e garantendo una maggiore compatibilità verso il futuro.